# Léonard-Philippe Rivet
Pour les articles homonymes, voir Rivet (homonymie).
Léonard-Philippe, baron Rivet (15 décembre 1768, Brive - 28 avril 1853, Brive), est un homme politique français.

## Biographie
Fils de Libéral-François Rivet, avocat au parlement, et de Anne-Cécile Raynal, il était, avant la Révolution, avocat au parlement de Bordeaux, 
Capitaine commandant d'un corps d'infanterie et d'artillerie à l'armée de l'Ouest en avril 1793, adjoint à l'état-major général de l'armée des Pyrénées-Orientales (pluviôse an II), administrateur des pays conquis en Catalogne jusqu'à la paix avec l'Espagne (22 frimaire an III), il devint procureur général du département de la Corrèze en vendémiaire an IV, et président de l'administration municipale de Brive en l'an V. 
Nommé, en prairial an VI, commissaire du Directoire près les tribunaux civil et criminel de la Corrèze, il fut obligé de donner sa démission par défaut d'âge. Le Consulat l'appela aux fonctions de préfet de la Dordogne le 11 ventôse an VIII où il est décrit comme « honnête et juste, mais sévère et rigoureux dans son administration », et l'Empire, à celles de préfet de l'Ain le 12 février 1810. 
Membre de la Légion d'honneur le 25 prairial an XII (1814), chevalier en 1808, puis baron de l'Empire le 3 décembre 1809, il reçut l'ordre d'évacuer Bourg à l'approche de l'ennemi en 1814, qui nomma à sa place Sérand, conseiller de préfecture. 
Le baron Rivet demanda sa réintégration au gouvernement provisoire, mais les députés de l'Ain s'y opposèrent, en écrivant au ministre que « ce magistrat inaccessible et dur envers ses administrés avait perdu l'estime et la confiance générale. » Rentré à Bourg pour reprendre ses fonctions en mai 1814, Rivet dut entrer en lutte contre Sérand qui refusait de lui remettre les lettres adressées au préfet ; le comte d'Artois le nomma alors préfet de la Dordogne. Aux Cent-Jours, il passa à la préfecture du Cher le 6 avril 1815, fut révoqué le 20 juillet suivant, et vécut dans la retraite.
Élu, le 5 juillet 1831, député du 2e collège de la Corrèze (Brive), il soutint de ses votes le nouveau gouvernement, opina avec la majorité conservatrice, obtint sa réélection, le 21 juin 1834, et échoua au renouvellement du 4 novembre 1837.